# Albert Martorell i Otzet
Albert Martorell i Otzet   (Madrid, 13 de març de 1916 - Barcelona, 22 de novembre de 2011) ha estat un dels grans porters de la història del Reial Club Deportiu Espanyol i del futbol català.

## Biografia
Va néixer el 13 de maig de 1916 a Madrid, on la seva família s'hi havia traslladat per motius professionals, fill d'una notable família de la burgesia barcelonina. Amb nou anys, tornà a Barcelona i fou aquí on començà a jugar a futbol. De ben jove, ingressa a la Penya Saprissa.
El 29 d'octubre de 1933 debuta a Sarrià amb l'Espanyol en un partit del Campionat de Catalunya enfront del Granollers SC (3-0). Va jugar 12 anys al club, convertint-se en un digne successor de Ricard Zamora, on compaginà les seves actuacions amb un altre gran porter, Josep Trias. Després de la Guerra Civil va estar sancionat un any per motius polítics (acusat de no haver-se passat al bàndol nacional) i es va retirar l'any 1946, encara jove, per dedicar-se a la medicina. Fou quatre cops internacional amb la selecció espanyola, on debutà el 28 de desembre de 1941.
En retirar-se del futbol fou un brillant metge, directiu del club i un bon tennista amateur del Club Tennis Barcino, club del que fou president entre 1971 i 1977. Sang freda i ràpid de reflexos, fou un porter molt segur i sobri, que l'han situat a la llista dels millors porters de la història del futbol català.
Fou oncle del directiu i president accidental de l'Espanyol, Ferran Martorell.

## Un símbol perico
Fou protagonista d'alguns dels actes del 75è aniversari del club, i el 14 de novembre de 1999, en la Cerimònia Inaugural del Centenari, acompanyat de Trias i Arcas van hissar la bandera del club, després d'haver recorregut l'anella de l'estadi